# Lispe aquamarina
Lispe aquamarina este o specie de muște din genul Lispe, familia Muscidae, descrisă de Shinonaga și Tadao Kano în anul 1983. Conform Catalogue of Life specia Lispe aquamarina nu are subspecii cunoscute.